# Regering-Bánffy

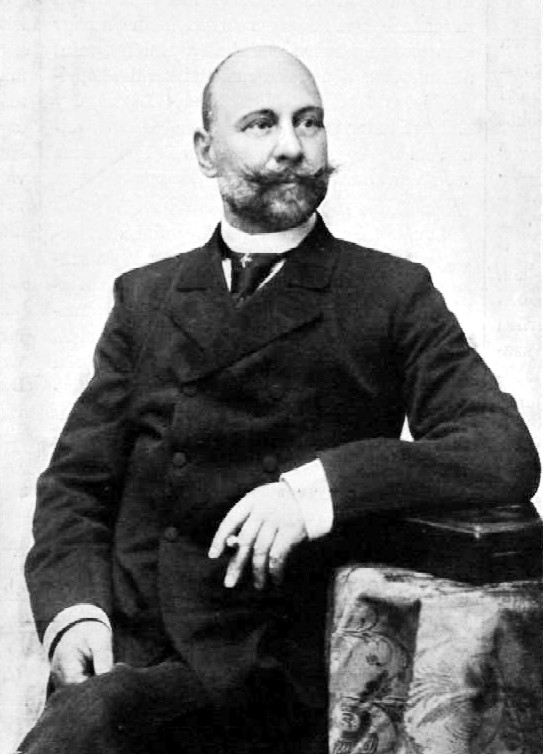
Premier Dezső Bánffy

De regering-Bánffy was de negende Hongaarse regering sinds de Ausgleich in 1867. Aan het hoofd van deze regering stond baron Dezső Bánffy.

## Geschiedenis
De regering kwam tot stand na het aftreden van Sándor Wekerle in 1895. Ook na de verkiezingen van 1896, waarbij de Liberale Partij als overweldigende winnaar uit de bus kwam, bleef deze regering op post en hield ze haar beleid aan. De regering voerde een kerkhervorming door en institutionaliseerde de Hongaarse minderhedenpolitiek. De regering-Bánffy verhief daarmee de Hongaarse idee van een natiestaat tot regeringsprogramma. Door middel van de verhongaarsing van plaatsnamen, familienamen en onderwijs moest deze natiestaat bewerkstelligd werden. Deze regering wordt door vorsers vaak bestempeld als intolerant, chauvinistisch en repressief.  Er kwam een eind aan deze regering door de zogenaamde obstructie, het filibusteren van de oppositiepartijen, en straatprotesten. In februari 1899 trad de regering af en werd opgevolgd door de regering-Széll, onder leiding van Kálmán Széll.

## Samenstelling
| Functie en bevoegdheden                                     | Naam                        | Termijn                             |  | Partij                          |
| ----------------------------------------------------------- | --------------------------- | ----------------------------------- |  | ------------------------------- |
| Premier                                                     | Dezső Bánffy                | 14 januari 1895 – 26 februari 1899  |  | Liberale Partij                 |
| Minister van Binnenlandse Zaken                             | Dezső Perczel               | 15 januari 1895 – 26 februari 1899  |  | Liberale Partij                 |
| Minister van Financiën                                      | László Lukács               | 15 januari 1895 – 26 februari 1899  |  | Liberale Partij                 |
| Minister van Justitie                                       | Sándor Erdély               | 15 januari 1895 – 26 februari 1899  |  | Liberale Partij                 |
| Minister van Defensie                                       | Géza Fejérváry              | 15 januari 1895 – 26 februari 1899  |  | onafhankelijk                   |
| Minister naast de Koning                                    | Géza Fejérváry (waarnemend) | 15 januari 1895 – 18 januari 1895   |  | onafhankelijk                   |
| Minister naast de Koning                                    | Sámuel Jósika               | 18 januari 1895 – 20 januari 1898   |  | Liberale Partij                 |
| Minister naast de Koning                                    | Dezső Bánffy (waarnemend)   | 20 januari 1898 - 20 december 1898  |  | Liberale Partij                 |
| Minister naast de Koning                                    | Manó Széchényi              | 20 december 1898 - 26 februari 1899 |  | onafhankelijk                   |
| Minister van Godsdienst en Onderwijs                        | Gyula Wlassics              | 15 januari 1895 – 26 februari 1899  |  | Liberale Partij                 |
| Minister van Landbouw                                       | Andor Festetics             | 15 januari 1895 – 2 november 1895   |  | Liberale Partij                 |
| Minister van Landbouw                                       | Ignác Darányi               | 2 november 1895 - 26 februari 1899  |  | Liberale Partij                 |
| Minister van Handel                                         | Béla Lukács                 | 15 januari 1895 – 5 november 1896   |  | Liberale Partij                 |
| Minister van Handel                                         | Ernő Dániel                 | 5 november 1896 - 26 februari 1899  |  | Liberale Partij                 |
| Minister van Kroatisch-Slavoons-Dalmatische Aangelegenheden | Imre Josipovich             | 15 januari 1895 – 10 december 1898  |  | Kroatische Unionistische Partij |
| Minister van Kroatisch-Slavoons-Dalmatische Aangelegenheden | Ervin Cseh                  | 10 december 1898 - 26 februari 1899 |  | ?                               |